# 김득신 (시인)
김득신(金得臣, 1604년 12월 8일~1684년 10월 8일)은 조선 중기의 문인이자 시인이다. 자는 자공(子公), 호는 백곡(栢谷)이며 본관은 (구)안동이다. 임진왜란 때 제1차 진주성 전투를 승리로 이끈 김시민은 그의 할아버지이다. 아버지는 경상도관찰사를 지낸 김치(金緻)이며, 어머니는 사천 목씨(泗川睦氏)이다.

## 사건
어릴 때 천연두를 앓았으나 1642년 사마시에 합격해 진사가 되었고 이후 성균관에 합격했다. 이후 가선대부에 올라 안풍군(安豊君)에 책봉되었으나 1684년 충청도 괴산 땅에서 지내던 중 재물을 노린 명화적(明火賊)떼에게 피살되었다. 김득신의 피살 소식을 접한 숙종은 “명화적이 사부(士夫)의 집에 들어가서 인명을 살해하여 2품 재신(宰臣)이 칼날에 상하여 죽었으니, 놀라고 참혹함을 금하지 못하겠다. 각진(各鎭)의 토포사(討捕使)로 하여금 시일을 한정하여 찾아 잡게 하라.”《숙종실록》 권15, 숙종 10년(1684년) 9월 6일(기사) 3번째 기사</ref>라고 명하였다.
그는 10세에 글을 깨우치기 시작했다. 그는 공부를 열심히 하였지만, 몇 시간 전 공부한 것을 다 잊는 등 학습 내용을 오래 기억하지 못하여 공부가 많이 힘들었다. 그의 아버지 김치는 김득신에게 공부를 멈추라는 유언을 남긴 후 세상을 떠났으나 그는 밥을 먹을 때도, 보행할 때도 계속 책을 놓지 않으며 책 한 권은 11만 3천여 번이나 읽고 다른 책들은 2만여 번 읽는 등 엄청난 노력으로 능숙해져 59세의 나이로 성균관에 합격했다.
김득신 묘갈명에는 이런 글이 적혀 있다.
| “ | 재주가 남만 못하다 스스로 한계를 짓지 말라. 나보다 어리석고 둔한 이도 없겠지만, 결국에는 이름이 있었다. 모든 것은 힘쓰는데 달려있을 따름이다. | ” |

생전에 시(詩)에 명망이 있었으며 저술이 병자호란 때 많이 타 없어졌으나, 문집인 《백곡집》에는 많은 시와 산문들이 전하고 있다.

## 가족 정보
- 조부 김시민(金時敏)
- 부모: 김치(부), 사천 목씨 (모)
- 배우자: 정부인 경주 김씨

## 전기 자료
- 이현석, 〈가선대부 동지중추부사 안풍군 김 공 묘갈명〉(《백곡집》, 〈부록〉에 수록됨; 현존하는 《유재집》에 실려 있지 않음)
- 김가원, 〈행장초〉(위)

## 같이 보기
- 증평 김득신 묘소 (충청북도 기념물 제160호)